# Thomas Klenke
Thomas Klenke (Bad Pyrmont, 31 oktober 1966) is een Duits autocoureur.

## Carrière
In 1990 won Klenke de Duitse Renault 5 Cup, nadat hij een jaar eerder als zevende eindigde in de Duitse Volkswagen Polo Cup. In 1991 stapte hij over naar de Duitse Formule Renault en eindigde als zevende.
Nadat hij zeven jaar geen races reed, keerde Klenke in 1998 terug in de autosport in de German Touring Car Challenge. Hij bleef hier rijden tot 2003, waarin hij negen overwinningen behaalde en in 2002 kampioen werd. In 2002 nam hij tevens deel aan zijn thuisraceweekend op de Motorsport Arena Oschersleben in het European Touring Car Championship voor het Team Hotfiel Sport, maar viel in beide races uit. In 2004 nam hij deel aan de DMSB Produktionswagen Meisterschaft en eindigde als achtste. Ook reed hij twee raceweekenden in het ETCC voor Hotfiel en behaalde met een dertiende plaats op het Circuit Ricardo Tormo Valencia zijn beste resultaat.
In 2005 nam Klenke deel aan het nieuwe World Touring Car Championship voor Ford Hotfiel Sport in een Ford Focus. De auto was echter niet competitief genoeg en hij behaalde geen punten met een tiende plaats op Oschersleben als beste resultaat.
In 2009 won Klenke de AT-klasse in de 24 uur van de Nürburgring in een Volkswagen Scirocco GT24-CNG samen met Vanina Ickx, Peter Terting en Klaus Niedzwiedz.